# Водный туризм
Водный туризм — один из видов спортивного туризма, который заключается в преодолении маршрута по водной поверхности. Различают несколько видов водного туризма: сплав по рекам, рафтинг, парусный туризм или яхтинг, морской каякинг.
Водный туризм разделяется на категорированные (спортивный туризм) и некатегорированные категории сложности. Активный отдых на воде можно отнести к неспортивному водному туризму. 

## Категории сложности водного туризма
Водные походы условно разделяются на некатегорированные и категорированные (с I по VI категорию сложности). VI категория сложности — самая сложная и доступна только очень подготовленным группам.
Существует две распространённых шкалы оценки сложности водных препятствий: международная (американская) и российская.
Международная классификация трудности водных препятствий содержит 6 категорий, с I (самая простая) по VI (самая сложная).
| Класс                                                      | Характеристика препятствия |
| ---------------------------------------------------------- | --- |
| I (лёгкий / easy)                                          | Быстрое течение с шиверами и небольшими валами. Препятствий немного, все они понятные и легко обходятся. |
| II (начинающий / novice)                                   | Прямые пороги в широком и не загромождённом русле. Прохождение порога простое, предварительная разведка не требуется. Могут встречаться камни и валы среднего размера, которые можно легко обойти. Пороги на верхней границе этого класса обозначаются как «Класс II+». |
| III (средний / intermediate)                               | Пороги с умеренно сложными и беспорядочными валами. Редко удаётся избежать все препятствия. Возможны большие валы, воронки, бочки. Как правило, большой опасности для жизни и здоровья пороги этого класса не представляют. Пороги на верхней и нижней границах этого класса обозначаются как «Класс III+» и «Класс III-». |
| IV (сложный / advanced)                                    | Стремительный и мощный поток, требующий от экипажа интенсивного и точного маневрирования. В пороге возможны большие воронки, бочки. Требуется предварительная разведка. Пороги на верхней и нижней границах этого класса обозначаются как «Класс IV+» и «Класс IV-». |
| V (очень сложный / expert)                                 | Протяжённый и мощный порог с большим количеством препятствий. Возможны большие сливы, воронки, бочки, которые невозможно обойти. Прохождение порога связано с риском. Необходима разведка и организация страховки. Не рекомендуется проходить пороги класса V и выше без соответствующего снаряжения и опыта. В этом классе существует дополнительная градация сложности 5.0, 5.1 и т.д.                                                                                              |
| VI (экстремально сложный / extreme and exploratory rapids) | Чрезвычайно сложные пороги, как правило, ни разу не пройденные, или пройденные небольшое количество раз. Прохождение порога всегда сопряжено с большим риском, и осуществляется только при наиболее подходящем уровне воды. Перед прохождением порога необходимо тщательное его изучение. Обязательна организация страховки, если возможно. Последствия ошибок могут оказаться смертельными. При многократном прохождении порога он может быть перемещён в соответствующий класс 5.x. |

Отечественная (российская) классификация имеет 6 категорий с одной дополнительной (как правило, соответствующей классу VI в международной классификации). Однозначного соответствия международной и отечественной классификаций нет, каждый случай должен рассматриваться индивидуально. Обычно отечественная классификация применяется к российским рекам.
| Категория трудности ранее | Категория трудности уточнённая | Характеристика препятствия |
| ------------------------- | ------------------------------ | --- |
| 1 (Л)                     | 1                              | «Лёгкое» препятствие. Доступно для прохождения лицам, не имеющим туристского опыта. Перекат, быстрина, невысокие валы, не требуется выбора линии движения и разведки. Характерно для маршрутов I к. с. |
| 2 (П)                     | 2                              | «Простое» препятствие. Валы, несложная шивера, порог, прижим, скорость воды и уклон невелики. Линия движения видна с воды. Определяющее препятствие маршрутов II к. с. |
| 3 (СР)                    | 3                              | Препятствие «средней» трудности. Локальный порог со спокойным участком на выходе, шивера, отдельные камни в русле, завалы. Линия движения видна с воды. Определяющее препятствие маршрутов III к. с |
| 4 (С)                     | 4А                             | «Сложное» препятствие. Протяженная шивера или порог с большим количеством камней, бочками и стоячими валами. Ущелье, «щеки» с прижимами, отдельными камнями и сливами. В конце препятствий имеются достаточно протяженные относительно спокойные участки реки. Желательна разведка, элементы страховки, так как линия движения неявно выражена. Определяющее препятствие маршрута 4 к.с.                                                         |
| 4 (С)                     | 4В                             | То же, что и предыдущее, но валы косые или пульсирующие. Валы на реке с большим расходом, не позволяющие страховать судно спасконцом. Линия движения неоднозначна, требуется разведка, которая производится без особых затруднений. Ключевые места страхуются. Определяющее препятствие маршрута 4 к.с. |
| 4 (С)                     | 4С                             | Протяженный или многоступенчатый порог или шивера. Обилие камней, за которыми пенные ямы или высокие валы на реках с большим расходом. Линия движения определяется после предварительной разведки. Требуется организация страховки. Определяющее препятствие маршрута 4 к.с. |
| 5 (Т)                     | 5А                             | «Трудное» препятствие. Технически трудный протяженный порог или шивера на участках с большим уклоном и расходом воды, крупные бочки и валы, сложная линия движения. В конце препятствия короткий участок быстротока, где возможна швартовка. Каньон с препятствиями 4 к.т. Сильный прижим. Обязательная разведка и страховка, так как возможна аварийная ситуация. Просмотр и страховка не затруднены. Определяющее препятствие маршрутов 5 к.с. |
| 5 (Т)                     | 5В                             | То же, что и предыдущее, но бочки и пенные ямы способны держать, как оторвавшегося гребца, так и все судно. Препятствие может включать в себя водопадный слив. Возможен продолжительный просмотр для выбора мест страховки и линии движения. Уход с оптимальной линии движения грозит поломкой судна. Определяющее препятствие маршрутов 5 к.с.                                                                                                  |
| 5 (Т)                     | 5С                             | То же, что и предыдущее, но большой протяженности. Препятствие многоступенчатое, или по большой воде несколько препятствий слились в одно. Ключевых мест несколько. Требуется просмотр и организация нескольких точек страховки. Определяющее препятствие маршрутов 5 к.с. |
| 6 (ТТ)                    | 6А                             | «Очень трудное», опасное препятствие. То же, что и предыдущее, но большой протяженности. Препятствие многоступенчатое, или по большой воде несколько препятствий слились в одно. Ключевых мест несколько. Требуется просмотр и организация нескольких точек страховки. Определяющее препятствие маршрутов 5 к.с. |
| 6 (ТТ)                    | 6В                             | То же, что и предыдущее, но большой протяженности. Каньонные участкиo со сложной организацией страховки и просмотра препятствия. Как правило, водопадные сливы и мощные «бочки» в препятствии. Линия движения сложна и проходит через несколько ключевых мест. Препятствие представляет реальную опасность при несоблюдении линии движения. Разведка и страховка обязательны. Определяющее препятствие маршрутов 6 к.с.                          |
| 6 (ТТ)                    | 6С                             | То же, что и предыдущее. Препятствие ранее пройдено малым числом экипажей, либо не проходилось. Проходится на пределе возможностей судна и экипажа, как правило, при оптимальном уровне воды в реке. Разведка и страховка затруднены и очень трудоемки. Крайне опасное препятствие. Препятствие экстра-класса. |
| 6* (ТТТ)                  | 6*                             | «Сверхтрудное» препятствие. Труднопроходимое для любого класса судов. Ранее не пройденное или имеющее единичные случаи прохождения, крайне опасное для жизни членов экипажей (завалы, водопады, водосбросы, ущелья…). Характерно для маршрутов-первопрохождений VI к. с. |

## Активный отдых на воде
Отличается от спортивного туризма, целью которого является достижение определённого результата, связанного с преодолением различных трудностей и получением адреналина. Этот вид водного туризма ставит своей целью релаксацию и потому число лиц, использующих этот вид отдыха, весьма значительно.

## Суда для водного туризма
Для занятия водным туризмом используются спортивные суда каркасной, каркасно-надувной, надувной конструкции. Наиболее распространенным в мире судном для коммерческого сплава является рафт. Рафты также используются в спортивных соревнованиях, таких как «Чуя Ралли», «Интерралли Белая» и т. д. 
- Катамараны — двухкорпусные суда; корпуса судна соединяются сверху рамой:
  - сплавные катамараны, используемые для сплава по рекам. Наибольшее распространение катамаран получил в странах СНГ, на западе практически не используется. Автором идеи катамарана считается Сергей Папуш[5].
  - парусные катамараны — для совершения путешествий под парусом (в том числе морского и океанского класса).
- Байдарки и каяки — маломерные лёгкие беспалубные суда, приводимые в движение двухлопастным веслом. Каяк делится на множество разновидностей, главные из которых: сплавной, слаломный, для фристайла.
- Плоты — суда разнообразных конструкций, рассчитанные на движение главным образом с потоком воды, с маленькой собственной скоростью:
  - деревянные плоты (из брёвен);
  - рамные с надувными элементами;
    - честеры — разновидность плота, отличающаяся способом гребли и посадки гребцов: гребцы сидят лицом друг к другу на гондолах, расположенных поперёк хода судна;

  - надувные (рафт);
  - бублики — абсолютно остойчивое судно, используемое для сплава по рекам высшей категории сложности[6].
- Пакрафты — лёгкие надувные лодки, одноместные и двухместные (от 4 до 7 кг), без труда переносимые одним человеком, и позволяющие сочетать элементы пешего, водного и велосипедного туризма.

- Сплав в Карелии на катамаране
- Байдарка
- Рафт
- Плот-честер
- Порог в Карелии
- Пакрафты на Аляске

Для совершения несложных путешествий может использоваться резиновая надувная лодка.